# Mária Egry
Mária Egry (n. 15 august 1914, Aiud, Austro-Ungaria – d. 10 decembrie 1993, Budapesta, Ungaria) a fost o actriță maghiară de teatru și film.

## Biografie
Mária Egry a urmat liceul catolic din Eger, iar mai târziu a învățat un an la Facultatea de Arte a Universității Ferenc József din Szeged, întrerupându-și studiile pentru a urma o carieră în actorie. A fost elevă a lui Andor Pünkösti și a făcut parte din trupa Teatrului Maghiar (1932-1933), a Teatrului Belváros (1934-1937) și a Teatrului Artistic (1937-1938). A interpretat rolurile unor fete populare și agreabile în comedii sentimentale la mijlocul anilor 1930. S-a căsătorit în 1940 cu regizorul Emil Martonffy, jucând mai ales în filmele sale în perioada 1935-1944. După al Doilea Război Mondial a părăsit scena de teatru.
Cele mai cunoscute filme în care a jucat sunt Az aranyember (1936) în care a jucat rolul lui Noémi și Kerek Ferkó (1943) în care a interpretat-o pe fiica primarului.

## Roluri în piese de teatru
- Benatzky: Esernyős király....Suzanne
- Tamás I.: Aranyhal....Darinka
- Scribe: Egy pohár víz....Abigail

## Filmografie
- Az új földesúr (1935)
- Az aranyember (1936)
- Pogányok (1937)
- Pergőtűzben! (1937)
- Nehéz apának lenni (1938)
- Péntek Rézi (1938)
- Varjú a toronyórán (1938)
- Fehérvári huszárok (1939)
- Érik a búzakalász (1939)
- Álomsárkány (1939)
- Nem loptam én életemben (1939)
- Pepita kabát (1940)
- Egy bolond százat csinál (1942)
- Kerek Ferkó (1943)
- Harmatos rózsaszál (1943)
- Szerelmes szívek (1944)
- Egy pofon, egy csók (1944)
- Apa (1966)